# Hogansville
Hogansville is een plaats (city) in de Amerikaanse staat Georgia, en valt bestuurlijk gezien onder Troup County.

## Demografie
Bij de volkstelling in 2000 werd het aantal inwoners vastgesteld op 2774.
In 2006 is het aantal inwoners door het United States Census Bureau geschat op 2909, een stijging van 135 (4.9%).

## Geografie
Volgens het United States Census Bureau beslaat de plaats een oppervlakte van
17,3 km², waarvan 17,2 km² land en 0,1 km² water. Hogansville ligt op ongeveer 239 m boven zeeniveau.

## Plaatsen in de nabije omgeving
De onderstaande figuur toont nabijgelegen plaatsen in een straal van 20 km rond Hogansville.